# Trampko-Bulker
Die Trampko-Bulker waren eine Mitte der 1970er Jahre in Japan gebaute Schiffsserie von Singledeckern der Trampreedervereinigung Trampko.

## Geschichte
1975 bestellte die Reedereien Aug. Bolten Wm. Miller’s Nachfolger, Reederei Nord, Fisser & van Doornum, und Bernhard Schulte eine Zehnerserie mittelgroßer 8200-tdw-Singledeck-Frachtschiffe bei der Kawasho Corporation in Osaka. Ausschlaggebend für die Bestellung in Japan waren seinerzeit zum einen ein zeitlich befristetes Förderungsprogramm der Bundesrepublik und zum anderen die sehr kurzfristig zugesagte Lieferung der Serie sowie der günstige Baupreis von etwa 10 Millionen DM pro Einheit. Europäische Werften veranschlagten seinerzeit für vergleichbare Einheiten etwa 16 bis 19 Millionen DM pro Schiff. Die Serie wurde gemeinsam über einen Befrachtungspool der Trampreedervereinigung Trampko eingesetzt, dessen Führung bis 1996 in den Händen von Fisser & van Doornum lag und danach von der Reederei Bolten durchgeführt wurde. Im Betrieb bewährte sich die Serie gut. Einige der Schiffe waren länger als zwei Jahrzehnte für ihre ursprünglichen Auftraggeber in Fahrt, bevor sie veräußert wurden. Das letzte verbliebene Schiff, die ehemalige Nordholm, wurde 2015 als Sea Breeze zum Abbruch nach Pakistan verkauft.

## Einzelheiten
Die Schiffe der Baureihe waren als Trockenmassengutschiffe mit weit achtern angeordnetem Deckshaus und drei Laderäumen ausgelegt. Der vordere Laderaum war kürzer als der lange mittlere und achtere Laderaum. Die drei Laderäume ohne Zwischendecks verfügten über einen Rauminhalt von 10.136 m3 Kornraum und 9929 m3 Ballenraum. In der Hauptsache wurden die Trampko-Bulker im Transport von Massengütern und Massenstückgütern eingesetzt. Die Schiffe besaßen Vorkante Brücke einen „H“-Mast und zwei jeweils zwischen den Luken angeordnete „T“-Masten. Das Ladegeschirr bestand aus zwei Ladebäumen von jeweils 20 Tonnen Hubvermögen und drei für bis zu 15 Tonnen. Die Laderäume der Schiffe wurden mit Navire-Stahllukendeckeln verschlossen.
Der Antrieb der Schiffe bestand aus einem Sechszylinder-Zweitakt-Dieselmotor des Typs Mitsubishi 6UEC52 105D mit einer Leistungen von 6200 PS. Der Motor wirkte direkt auf den Festpropeller und ermöglichte eine Geschwindigkeit von etwa 15 Knoten. Weiterhin standen zwei Hilfsdiesel zur Verfügung. Anders als der Grundtyp der Schiffe, waren die Trampko-Bulker mit einem Wulstbug ausgerüstet.

## Die Schiffe
| Trampko-Bulker        | Trampko-Bulker     | Trampko-Bulker | Trampko-Bulker    | Trampko-Bulker       | Trampko-Bulker                                                                                                   |
| Bauname               | Bauwerft/Baunummer | IMO-Nummer     | Ablieferung       | Auftraggeber         | Spätere Namen und Verbleib                                                                                       |
| --------------------- | ------------------ | -------------- | ----------------- | -------------------- | --- |
| Raute                 | Watanabe/172       | 7501819        | 8. Dezember 1975  | Fisser & van Doornum | 1978 Singapura, 1983 Raute, 1986 Kenmare, 2003 Palmyra, 2012 Palmyra I, 2012 zum Abbruch nach Mumbai verkauft    |
| Nordmark              | Watanabe/175       | 7501792        | 18. Dezember 1975 | Reederei Nord        | 1996 Mohamed S., 2003 Marah F., 2007 Island Queen, ab 17. Februar 2011 abgebrochen                               |
| Johanna Schulte       | Watanabe/174       | 7501833        | 6. Februar 1976   | Bernhard Schulte     | 1994 Kirby D., 1998 Zenobia S., 2002 Marwa B., 2004 Hajji Amnah, ab 12. März 2011 abgebrochen                    |
| Helen Schulte         | Watanabe/176       | 7501883        | 29. März 1976     | Bernhard Schulte     | 1994 Karen D, 1998 Rabee S, 2001 Kareem F, 2009 Captain Said, ab 5. Februar 2011 abgebrochen                     |
| Nordfels              | Watanabe/179       | 7501821        | 24. April 1976    | Reederei Nord        | 1989 North Rock, 1994 Orion Progress, 1996 Elijeanne, 2003 abgebrochen                                           |
| Rhombus               | Watanabe/178       | 7501869        | 17. Mai 1976      | Fisser & van Doornum | 1978 Bayu, 1983 Wachau, 1984 Rhombus, 1986 Kinsale, 2003 Hala, 2003 Hamoudi F., 2011 abgebrochen                 |
| Nordheim              | Watanabe/180       | 7501807        | 5. Juli 1976      | Reederei Nord        | 2001 Mai S., 2007 Mai, 2010 Manar, ab 18. November 2011 abgebrochen                                              |
| Karen                 | Watanabe/181       | 7501857        | Juni 1976         | Aug. Bolten          | 1996 Hasan S., 2007 Haj Ahmad S., 2010 Sea Tiger 1, ab 28. Juli 2011 abgebrochen                                 |
| Nordholm              | Watanabe/183       | 7501871        | 23. Juli 1976     | Reederei Nord        | 2001 Samali S., 2004 Arados H., 2012 Sea Breeze, 2015 zum Abbruch nach Pakistan verkauft                         |
| Anita                 | Watanabe/177       | 7501845        | 1976              | Aug. Bolten          | 1982 Anita I, 1989 Fidelity, 1993 Agios Nektarios, 1994 Tropiventure, 1999 Salina Bay, 2000 in Alang abgebrochen |
| Equasis, grosstonnage |                    |                |                   |                      | |